# 中務裕太
中務 裕太（なかつか ゆうた、1993年1月7日 - ）は、日本のダンサー。GENERATIONS from EXILE TRIBEのメンバー。
大阪府茨木市出身。身長171cm。血液型B型。

## 略歴
大阪府茨木市で生まれる。4歳からヤマハ音楽教室に通っていたが、7歳の時にアッシャーのミュージックビデオを見てダンスに興味を持ち、地元のダンス教室に通い始める。
2008年、ダンスの発表会でEXPGにスカウトされる。
2011年、年末からGENERATIONSのサポートメンバーとして活動。2012年9月に正式メンバーとして加入。
2024年4月、EXPG高等学院の2代目学長に就任。初代学長のTETSUYAから指名され就任に至った。

## 人物
- 一人っ子である[7]。小学4年の時に両親が離婚しており、それ以降は母子家庭で育った[8]。
- 幼稚園の年長から小学5年までサッカーをしていた[3]。
- かつて通っていた地元のダンススクールは元NMB48の山本彩も通っており、一緒に踊っていた[9]。デビュー前にEXPGのインストラクターを務めていたことがあり、TWICEのサナは教え子である[10]。
- 2014年、「EXILE PERFORMER BATTLE AUDITION」にシード枠で参加したが、最終審査で落選[11]。

## 出演

### テレビドラマ
- ナイトヒーロー NAOTO 第3話（2016年4月、テレビ東京）- エンディングダンス[12]
- M 愛すべき人がいて 最終話（2020年7月、テレビ朝日）[13]
- 6 from HiGH&LOW THE WORST（2020年11月 - 12月、日本テレビ） - 尾々地真也 役[14]

### 映画
- HiGH&LOW THE WORST（2019年10月4日） - 尾々地真也 役[15]
- あのコはだぁれ?（2024年7月19日） - 中務裕太（本人） 役[16]

### 短編映画
- 昨日より赤く明日より青く-CINEMA FIGHTERS project-「怪談 満月蛤坂」（2021年）[17]

### 吹き替え
- ファンタスティック4:ファースト・ステップ（2025年7月25日） - 店員A 役[18]

### 舞台
- BOOK ACT
  - 「芸人交換日記」（2020年2月）[19]
  - 「中務裕太のマルチダンス〜多次元裕太をお見せします2022〜」（2022年1月）[20]
  - 「中務裕太のマルチダンス〜多次元裕太をお見せします2023〜」（2023年1月）[21]
  - 「中務裕太のマルチダンス〜多次元裕太をお見せします2024〜」（2024年2月）[22]
- 中務裕太のマルチダンス〜多次元裕太をお見せします 2025〜（2025年6月）[23]

### 配信番組
- DANCER'S PRIDE（2016年12月25日 - 2017年2月2日、AbemaTV）[24][25]

### テレビ
- R4 STREET DANCE（2024年7月 - 10月、フジテレビ）[26]

### ミュージックビデオ
- iScream「つつみ込むように…」-TRIBE WITH THE RHYTHM Ver.-（2022年）[27]
- チョコレートプラネット「君にメリーユビサック」（2023年）[28]

### その他
- 教材『中学校の現代的なリズムのダンス授業 〜レクチャームービー〜』（2020年）[29]
- 茨木市特別観光大使（2021年）[2]

## ライブ

### 参加
- EXILE LIVE TOUR 2025 "WHAT IS EXILE"（2025年5月17日 - 5月18日）

## 受賞
- 「number one」優勝（2005年）
- 「DANCE ATTACK」準優勝（2006年）
- 「soul full Sunday vol.2」優勝（2008年）
- 「グダグダ茨木 2ON2」準優勝（2010年）
- 「Japan Dance Delight vol.18」準優勝（2011年）[30]